# Eduardo Velloso
Eduardo Ovídio Borges De Velloso Vianna mais conhecido como Dr. Eduardo Velloso (Rio Branco, 8 de julho de 1976) é um político brasileiro filiado ao União Brasil (UNIÃO).

## Deputado Federal
Nas eleições estaduais de 2022 foi eleito pelo União Brasil (UNIÃO), deputado federal à uma cadeira na Câmara dos Deputados para a 57.ª legislatura (2023 — 2027) com 16 786 votos.